# Dang Guo

Bandiera del partito Kuomintang (Sole bianco su cielo blu) dal 1900

Bandiera della Repubblica di Cina

Il Partito-Stato, o Dang Guo (黨國T, DǎngguóP), fu una versione di ideologia monopartito che fu alla base della Repubblica di Cina sotto il Kuomintang.
Dal 1924, dopo che Sun Yat-sen decise di copiare il sistema politico dell'Unione Sovietica, Chiang Kai-shek usò il Kuomintang per controllare il governo della Repubblica di Cina e l'Esercito Rivoluzionario Nazionalista. Tutte le principali politiche nazionali della burocrazia della Repubblica di Cina (ROC) erano state formulate dal partito del Kuomintang, dando luogo ad un partito che deteneva il potere supremo dell'intera nazione. Nella sua convinzione, il governo dello Stato avrebbe dovuto essere restituito al popolo dopo che l'esercito del Kuomintang avesse militarmente concluso il periodo dei Signori della Guerra.

## Origini
Dang Guo è l'abbreviazione di Yi Dang Zhi Guo (以黨治國), che significa, letteralmente, usare il partito politico per governare lo stato. Sun Yat-sen, il padre fondatore della Repubblica di Cina, fece del "Dang Guo" la politica nazionale ufficiale della ROC nel 1920, essendo stato influenzao dall'ideologia  Leninista che aveva portato alla  Rivoluzione Russa. Secondo Sun Yat-sen, il Kuomintang avrebbe dovuto essere fondamentale per la Repubblica di Cina nel corso della rivoluzione (guerra contro i signori della guerra), e il Kuomintang avrebbe dovuto impartire ordini alla burocrazia della ROC, a tutte le organizzazioni non governative e quindi a qualsiasi individuo. 
Nel 1924 Sun Yat-sen disse：
當俄國革命時，用獨裁政治，諸事一切不顧，只求革命成功……，其能成功，即因其將黨放在國上。我以為……應重新組織，把黨放在國上 。
Durante la Rivoluzione Russa è stata usata la dittatura politica, tutto il resto può essere scartato, l'unico scopo era il successo della rivoluzione ... il suo successo era dovuto al Partito (Partito Comunista dell'Unione Sovietica) che era in cima allo Stato. Suggerisco ... dovremmo riorganizzare, mettendo il Partito (Kuomintang) in cima allo Stato (ROC).

## Il Kuomintang prende il potere supremo
Dopo che Sun Yat-sen decise di seguire e copiare il sistema politico dell'Unione Sovietica, il suo successore Chiang Kai-shek usò il Kuomintang per controllare e far funzionare sia il governo della Repubblica di Cina sia l'Esercito Rivoluzionario Nazionalista, che a volte veniva chiamato L'esercito del partito (黨 軍), ed equivalente alla famosa citazione di Mao Zedong Il potere politico deriva dalla canna di un fucile. La burocrazia della ROC era diventata quindi il mezzo e lo strumento del Kuomintang, dove venivano formulate tutte le principali politiche nazionali, dando luogo al partito che detiene il potere supremo dell'intera nazione.
Il concetto di "Dang Guo" era una conseguenza del concetto di Sun di "tutela politica", durante il quale il Kuomintang doveva guidare lo Stato e istruire le persone su come doveva funzionare il sistema democratico prima della transizione verso la piena democrazia.
Sotto il Dang Guo, era previsto che il personale militare e i funzionari della ROC dovessero prima la loro fedeltà al Kuomintang e al secondo posto quella allo Stato - una politica riflessa da frasi come "Servizio al Partito e alla Nazione" (功 在 黨 國) e anche l'inno nazionale faceva esplicito riferimento al "nostro partito". Allo stesso modo, l'emblema del Kuomintang era usato come emblema dello Stato, e la bandiera del Kuomintang viene usata come bandiera della Marina fino ad oggi (nella Repubblica di Taiwan).
Il Kuomintang unificò la Cina nel 1927 e iniziò a preparare lo Stato alla democrazia, secondo l'insegnamento di Sun. La Costituzione della Repubblica di Cina emanata nel 1947 stabilisce che le diverse parti godranno di eguale status, e l'Esercito Rivoluzionario Nazionale sarebbe tornato sotto il controllo civile come Esercito della Repubblica di Cina. Tuttavia, a causa dello scoppio della Guerra Civile Cinese, la ROC fu sotto il dominio militare del KMT durante il Periodo di mobilitazione per la repressione della ribellione comunista. Negli anni 1990, quando venne abolita la legge marziale, tutti i partiti politici divennero legali e la Repubblica di Cina venne democratizzata. Da allora, il presidente della Repubblica di Cina viene eletto democraticamente dal popolo. Chen Shui-bian del Partito Progressista Democratico è stato eletto presidente, rendendolo il primo presidente non-KMT a rispettare la Costituzione.

## Partito Comunista Cinese e Repubblica Popolare Cinese
Il professore dell'Università di Pechino, Pan Wei (北京大学国际关系学院国际政治系教授，潘维S) aveva dichiarato che la struttura politica della Repubblica Popolare Cinese era sostenuta dal Partito Comunista Cinese in sei modi principali:
1. Il Partito Comunista e i suoi principali dipartimenti decisionali, come Comitato Centrale del Partito Comunista Cinese, Ufficio Politico del Partito Comunista Cinese, Dipartimento di Propaganda del Partito Comunista Cinese, Commissione Centrale per l'Ispettorato Disciplinare del Partito Comunista Cinese, Comitato per gli Affari Politici e Legislativi del Partito Comunista Cinese e Dipartimento per l'Organizzazione del Comitato Centrale del Partito Comunista Cinese dichiararono che la struttura politica della Repubblica Popolare di Cina era supportata dal Partito Comunista Cinese in sei modi principali:
2. L'onnipotente Congresso Nazionale del Popolo è sotto il controllo del PCC.
3. Tutti i dipartimenti governativi della RPC sono sotto il controllo del PCC.
4. L'Esercito Popolare di Liberazione è sotto il controllo del PCC.
5. La Conferenza Politica Consultiva del Popolo Cinese è sotto il controllo del PCC.
6. Tutti i dipartimenti semi-governativi, come sindacati, associazioni femminili, gruppi giovanili comunisti, sono tutti sotto il controllo del PCC.

Il professor Pan Wei proseguì affermando che il supremo potere di controllo della Cina è appoggiato sul Comitato Permanente dell'Ufficio Politico del Partito Comunista Cinese.

## Esercito Popolare di Liberazione del Partito Comunista Cinese
Nel 1938, Mao Zedong disse: "Il principio fondamentale è che il Partito Comunista è al comando dell'Esercito, non il contrario".
Il 1º aprile 2009 il generale Li Jinai, Commissario Politico dell'Esercito Popolare di Liberazione che siede nel Comitato centrale del Partito Comunista Cinese, costituito da 11 membri e che esercita il controllo diretto sulla Cina, dichiarò che "l'Esercito cinese deve continuare a prendere ordini esclusivamente dal Partito Comunista" in un articolo pubblicato nella rivista teorica ufficiale del partito, Qiushi.
L'articolo proseguiva: